# Dischistodus fasciatus
Dischistodus fasciatus là một loài cá biển thuộc chi Dischistodus trong họ Cá thia. Loài này được mô tả lần đầu tiên vào năm 1830.

## Từ nguyên
Từ định danh trong tiếng Latinh có nghĩa là "có dải sọc", hàm ý đề cập đến các dải màu vàng ở hai bên thân của loài cá này.

## Phạm vi phân bố và môi trường sống
D. fasciatus có phạm vi giới hạn ở Tây Thái Bình Dương, được ghi nhận tại Philippines và Indonesia. Ở Việt Nam, loài này được biết đến tại Ninh Thuận, đảo Lý Sơn (Quảng Ngãi), cù lao Chàm và Côn Đảo. Những ghi nhận về sự xuất hiện của D. fasciatus ở phía bắc Úc được xác định là của Dischistodus darwiniensis, vì D. darwiniensis trước đó được xem là danh pháp đồng nghĩa của D. fasciatus.
D. fasciatus sống gần những rạn san hô và thảm cỏ biển trên nền bùn hoặc cát ở đầm phá và ngoài khơi, thường được tìm thấy ven các khu rừng ngập mặn và ẩn mình giữa cụm tảo Sargassum, độ sâu đến ít nhất là 8 m.

## Mô tả
D. fasciatus có chiều dài cơ thể tối đa được ghi nhận là 14 cm. Cá trưởng thành có màu nâu đen với các dải sọc vàng ở hai bên thân.

## Sinh thái học
Thức ăn của D. fasciatus là tảo. Cá đực có tập tính bảo vệ và chăm sóc trứng.